# Драфт НБА 2001
Драфт НБА 2001 року відбувся 27 червня в Медісон-сквер-гарден у Нью-Йорку. Kwame Brown став першим в історії гравцем шкільної команди, обраним під загальним першим номером. Його вибір командою Вашингтон Візардс попереду гравців з успішнішою кар'єрою в НБА породив масу критики, і вважається одним із найбільш переоцінених за всю історію.  Кілька іноземних гравців, вибраних під час цього драфту, Пау Газоль (Іспанія), Тоні Паркер (Франція) і Мехмет Окур (Туреччина), стали учасниками матчу всіх зірок.  Це останній драфт, у якому Ванкувер Ґріззліс взяли участь все ще базуючись у місті свого заснування; їх переїзд до Мемфіса відбувся через кілька тижнів. Також це був останній, перед 2014 роком, драфт, у якому взяли участь Шарлотт Горнетс. Наступного року вони переїхали до Нью-Орлеана і стали виступати під назвою Пеліканс. А в самому місті Шарлотт 2004 року сформувалась команда розширення (колишня Бобкетс).
Міннесота Тімбервулвз позбавлена драфт-піку через перевищення стелі зарплатні. Вона стала першою з двох команд, позбавлених права вибору на початку 2000-х.

## Драфт
| G | Захисник | РЗ | Розігруючий захисник | АЗ | Атакувальний захисник | F | Нападник | ЛФ | Легкий форвард | ВФ | Важкий форвард | C | Центровий |

| ^ | Позначає гравців, обраних у Баскетбольну залу слави Нейсміта                                                        |
| * | Позначає гравців, які взяли участь принаймні в одній грі матчу всіх зірок НБА і потрапили до Збірної всіх зірок НБА |
| + | Позначає гравців, які взяли участь принаймні в одній грі матчу всіх зірок НБА                                       |
| x | Позначає гравців, які принаймні один раз потрапили до Збірної всіх зірок НБА                                        |
| # | Позначає гравців, які жодного разу не грали в регулярному сезоні НБА або плей-оф                                    |

| Раунд | Вибір | Гравець               | Позиція | Громадянство                | Команда НБА                                                                         | Коледж/Клуб                                        |
| ----- | ----- | --------------------- | ------- | --------------------------- | ----------------------------------------------------------------------------------- | -------------------------------------------------- |
| 1     | 1     | Кваме Браун           | C       | США                         | Вашингтон Візардс                                                                   | Академія Глінн (Бранзвік (Джорджия))               |
| 1     | 2     | Тайсон Чендлер*       | C       | США                         | Лос-Анджелес Кліпперс (проданий у Чикаго)                                           | СШ Домінгес (Комптон (Каліфорнія))                 |
| 1     | 3     | Пау Газоль*           | ВФ/C    | Іспанія                     | Атланта Гокс (проданий у Ванкувер)                                                  | Барселона (Іспанія)                                |
| 1     | 4     | Едді Каррі            | C       | США                         | Чикаго Буллз                                                                        | СШ Торнвуд (Саут Голланд (Іллінойс))               |
| 1     | 5     | Джейсон Річардсон     | АЗ      | США                         | Голден-Стейт Ворріорс                                                               | Мічиган Стейт (Соф.)                               |
| 1     | 6     | Шейн Батьєр           | F/G     | США                         | Ванкувер Ґріззліс                                                                   | Дьюк (Ср.)                                         |
| 1     | 7     | Едді Гріффін          | F       | США                         | Нью-Дже́рсі Нетс (проданий у Х'юстон)                                                | Сетон Голл (Фр.)                                   |
| 1     | 8     | Десагана Діоп         | C       | Сенегал                     | Клівленд Кавальєрс                                                                  | Академія Оук Гілл (Маунт ов Вілсон (Вірджинія)) СШ |
| 1     | 9     | Родні Вайт            | ЛФ      | США                         | Детройт Пістонс                                                                     | Шарлотт (Фр.)                                      |
| 1     | 10    | Джо Джонсон*          | АЗ      | США                         | Бостон Селтікс                                                                      | Арканзас (Соф.)                                    |
| 1     | 11    | Кедрік Браун          | ЛФ      | США                         | Бостон Селтікс (від Денвер)                                                         | СК Окалуза-Волтон (Соф.)                           |
| 1     | 12    | Владімір Радманович   | ВФ      | Союзна Республіка Югославія | Сіетл Суперсонікс                                                                   | Црвена Звезда (Югославія)                          |
| 1     | 13    | Річард Джефферсон     | ЛФ      | США                         | Х'юстон Рокетс (проданий у Нью-Джерсі)                                              | Аризона (Дж.)                                      |
| 1     | 14    | Трой Мерфі            | ВФ      | США                         | Голден-Стейт Ворріорс (від Індіана)                                                 | Нотр-Дам (Дж.)                                     |
| 1     | 15    | Стівен Гантер         | C       | США                         | Орландо Меджик                                                                      | Де Пол (Соф.)                                      |
| 1     | 16    | Керк Гастон           | ВФ      | США                         | Шарлотт Горнетс                                                                     | Індіана (Дж.)                                      |
| 1     | 17    | Майкл Бредлі          | ВФ      | США                         | Торонто Репторз                                                                     | Вілланова (Дж.)                                    |
| 1     | 18    | Джейсон Коллінс       | C       | США                         | Х'юстон Рокетс (від Нью-Йорк через Фінікс і Орландо, проданий у Нью-Джерсі)         | Стенфорд (Ср.)                                     |
| 1     | 19    | Зак Рендолф*          | ВФ      | США                         | Портленд Трейл-Блейзерс                                                             | Мічиган Стейт (Фр.)                                |
| 1     | 20    | Брендан Гейвуд        | C       | США                         | Клівленд Кавальєрс (від Маямі, проданий у Орландо)                                  | Північна Кароліна (Ср.)                            |
| 1     | 21    | Джозеф Форте          | АЗ      | США                         | Бостон Селтікс (від Фінікс через Денвер і Юта)                                      | Північна Кароліна (Соф.)                           |
| 1     | 22    | Джерил Сассер         | АЗ      | США                         | Орландо Меджик (від Мілвокі через Х'юстон)                                          | СМУ (Ср.)                                          |
| 1     | 23    | Брендон Армстронг     | АЗ      | США                         | Х'юстон Рокетс (від Даллас через Орландо, проданий у Нью-Джерсі)                    | Пеппердайн (Дж.)                                   |
| 1     | 24    | Рауль Лопес           | РЗ      | Іспанія                     | Юта Джаз                                                                            | Реал Мадрид (Іспанія) 1980                         |
| 1     | 25    | Джеральд Воллес+      | ЛФ      | США                         | Сакраменто Кінґс                                                                    | Алабама (Фр.)                                      |
| 1     | 26    | Самуель Далембер      | C       | Канада                      | Філадельфія Севенті-Сіксерс                                                         | Сетон Голл (Соф.)                                  |
| 1     | 27    | Джамал Тінслі         | РЗ      | США                         | Ванкувер Ґріззліс (від ЛА Лейкерс через Нью-Йорк, проданий у Індіана через Атланта) | Айова Стейт (Ср.)                                  |
| 1     | 28    | Тоні Паркер*          | РЗ      | Франція                     | Сан-Антоніо Сперс                                                                   | Paris Basket Racing (Франція) 1982                 |
| 1     | 29    | Позбавлена драфт-піку |         |                             | Міннесота Тімбервулвз (позбавлена драфт-піку через перевищення стелі зарплатні)     |                                                    |
| 2     | 30    | Трентон Гасселл       | АЗ      | США                         | Чикаго Буллз                                                                        | Остін Пії (Ср.)                                    |
| 2     | 31    | Гілберт Арінас*       | РЗ      | США                         | Голден-Стейт Ворріорс                                                               | Аризона (Соф.)                                     |
| 2     | 32    | Омар Кук              | РЗ      | США                         | Орландо Меджик (від Вашингтон, проданий у Денвер)                                   | Сент Джонс ([[Фрешмен\|Фр.])                       |
| 2     | 33    | Вілл Соломон          | РЗ      | США                         | Ванкувер Ґріззліс                                                                   | Клемсон (Ср.)                                      |
| 2     | 34    | Теренс Морріс         | ЛФ      | США                         | Атланта Гокс (проданий у Х'юстон)                                                   | Меріленд (Ср.)                                     |
| 2     | 35    | Браян Скелабрін       | ВФ      | США                         | Нью-Дже́рсі Нетс                                                                     | УПК (Ср.)                                          |
| 2     | 36    | Джефф Трепаньєр       | АЗ      | США                         | Клівленд Кавальєрс                                                                  | УПК (Ср.)                                          |
| 2     | 37    | Дамон Браун           | ЛФ      | США                         | Філадельфія Севенті-Сіксерс (від ЛА Кліпперс)                                       | Сірак'юс (Ср.)                                     |
| 2     | 38    | Мехмет Окур+          | C       | Туреччина                   | Детройт Пістонс                                                                     | Ефес Пілсен (Туреччина) 1979                       |
| 2     | 39    | Майкл Райт#           | ВФ      | США                         | Нью-Йорк Нікс (від Бостон через Сіетл)                                              | Аризона (Дж.)                                      |
| 2     | 40    | Ерл Вотсон            | РЗ      | США                         | Сіетл Суперсонікс                                                                   | УКЛА (Ср.)                                         |
| 2     | 41    | Джемісон Бруер        | РЗ      | США                         | Індіана Пейсерз                                                                     | Оберн (Соф.)                                       |
| 2     | 42    | Боббі Сіммонс         | F/G     | США                         | Сіетл Суперсонікс                                                                   | Де Пол (Дж.)                                       |
| 2     | 43    | Ерік Ченовіз#         | C       | США                         | Нью-Йорк Нікс (від Сіетл)                                                           | Канзас (Ср.)                                       |
| 2     | 44    | Кайл Гілл#            | РЗ      | США                         | Даллас Маверікс (від Х'юстон)                                                       | Східний Іллінойс (Ср.)                             |
| 2     | 45    | Шон Лемплі            | ЛФ      | США                         | Чикаго Буллз (від Шарлотт)                                                          | Каліфорнія (Ср.)                                   |
| 2     | 46    | Лорен Вудс            | C       | США                         | Міннесота Тімбервулвз                                                               | Аризона (Ср.)                                      |
| 2     | 47    | Осман Сіссе#          | ВФ      | Малі                        | Денвер Наггетс (від Торонто)                                                        | St. Jude HS (Монтгомері (Алабама))                 |
| 2     | 48    | Антоніс Фоціс         | ЛФ      | Греція                      | Ванкувер Ґріззліс (від Нью-Йорк)                                                    | Панатінаїкос (Греція) 1981                         |
| 2     | 49    | Кен Джонсон           | C       | США                         | Маямі Гіт                                                                           | Огайо Стейт (Ср.)                                  |
| 2     | 50    | Рубен Бумтьє-Бумтьє   | C       | Камерун                     | Портленд Трейл-Блейзерс                                                             | Джорджтаун (Ср.)                                   |
| 2     | 51    | Елтон Форд            | ВФ      | США                         | Фінікс Санз                                                                         | Х'юстон (Фр.)                                      |
| 2     | 52    | Андре Гатсон#         | ВФ      | США                         | Мілвокі Бакс                                                                        | Мічиган Стейт (Ср.)                                |
| 2     | 53    | Джаррон Коллінс       | F/C     | США                         | Юта Джаз                                                                            | Стенфорд (Ср.)                                     |
| 2     | 54    | Кенні Саттерфілд      | РЗ      | США                         | Даллас Маверікс                                                                     | Цинциннаті (Соф.)                                  |
| 2     | 55    | Моріс Джефферс#       | АЗ      | США                         | Сакраменто Кінґс                                                                    | Сент-Луїс (Ср.)                                    |
| 2     | 56    | Робертас Явтокас#     | C       | Литва                       | Сан-Антоніо Сперс (від ЛА Лейкерс)                                                  | Летувос Рітас (Литва)                              |
| 2     | 57    | Елвін Джоунс          | C       | Люксембург                  | Філадельфія Севенті-Сіксерс                                                         | Джорджия Тек (Ср.)                                 |
| 2     | 58    | Браян Брейсі#         | ЛФ      | США                         | Сан-Антоніо Сперс                                                                   | Орегон (Ср.)                                       |

1. ↑  Громадянство означає національну збірну гравця, або яку країну він представляє. Якщо гравець не грав на міжнародному рівні, тоді цей пункт означає за збірну якої країни він може грати за правилами FIBA.

## Помітні гравці, яких не задрафтовано
Цих гравців не вибрала жодна команда на драфті 2001 року, але вони зіграли принаймні одну гру в НБА.
| Гравець          | Позиція | Громадянство                | Коледж/Клуб                  |
| ---------------- | ------- | --------------------------- | ---------------------------- |
| Карлос Арройо    | PG      | Пуерто-Рико                 | ФІЮ (Sr.)                    |
| Андрес Носіоні   | PF/SF   | Аргентина                   | TAU Cerámica (Іспанія)       |
| Чарлі Белл       | G       | США                         | Мічиган Стейт (Sr.)          |
| Тьєр Браун       | G       | США                         | Макніз Стейт (Sr.)           |
| Моріс Еванс      | SG/SF   | США                         | Техас (Jr.)                  |
| Горас Дженкінс   | PG      | США                         | Ун-т Вільяма Патерсона (Sr.) |
| Джамаріо Мун     | SF      | США                         | СК Меридіана (Fr.)           |
| Дін Олівер       | PG      | США                         | Айова (Sr.)                  |
| Норман Річардсон | G       | США                         | Гофстра (Sr.)                |
| Ратко Варда      | C       | Союзна Республіка Югославія | Партизан (Сербія)            |
| Майк Вілкс       | PG      | США                         | Райс Оулз (Sr.)              |